# Hector (film, 2015)
Pour les articles homonymes, voir Hector (homonymie).
Pour plus de détails, voir Fiche technique et Distribution.
Hector est un film dramatique britannique réalisé par Jake Gavin et sorti en 2015.

## Fiche technique
- Titre : Hector
- Réalisation : Jake Gavin
- Scénario : Jake Gavin
- Musique : Emily Barker
- Montage : Guy Bensley
- Photographie : David Raedeker
- Costumes : Denise Coombes
- Décors : Polly Davenport
- Producteur : Stephen Malit
  - Coproducteur : Simon Mallinson
  - Producteur délégué : Ahmad Ahmadzadeh, Nicky Kentish Barnes, Kritsy Bell et Kate McCreery
  - Producteur exécutif : Claire Campbell et Meave McMahon
  - Producteur associé : John Dorish, Atif Ghani et Gillian McCormick
- Production : A Product of Malitsky, Aimimage Productions, Golfinch Pictures et Mallinson Film Productions
- Distribution : Eurozoom
- Pays d'origine :  Royaume-Uni
- Durée : 87 minutes
- Genre : Drame
- Dates de sortie :
  - Royaume-Uni : 18 juin 2015
  - France : 30 décembre 2015

## Distribution
- Peter Mullan : Hector McAdam
- Sarah Solemani : Sara, la jeune assistante sociale du centre d'accueil
- Ewan Stewart : Peter, le frère d'Hector
- Natalie Gavin (en) : Hazel, une jeune SDF
- Laurie Ventry : Dougie, le SDF âgé
- Keith Allen : Jimbo, autre résident du centre d'accueil
- Stephen Tompkinson (en) : Derek, le mari de Lizzie
- Gina McKee : Lizzie, la sœur d'Hector
- James Tarpey (en) : Ted, le jeune résident du centre d'accueil
- John Colleary : Sol, le résident croyant au centre d'accueil
- Christine Tremarco (en) : Kate, la propriétaire du café
- Darren Connolly : le vétéran de Kandahar
- Sharon Rooney : la jeune mère

## Récompense
- BAFTA Scotland 2016 : Meilleur acteur pour Peter Mullan